# 海克提岩
海克提岩（英語：Hecate Rock），是南極洲的岩石，位於南喬治亞群島，處於貝克曼港入口處，在1984年由英國南極名稱諮詢委員會命名，由英國海外領土管轄。